# Two Two
Two Two (coréen : 투투) est un groupe coréen de K-pop, actif au milieu des années 1990. Ils ont gagné une grande popularité avec leur premier single à succès qui s'intitule One and a Half (coréen : 일과 이분의 일).

## Histoire
Oh Ji-hoon (coréen : 오지훈) et Yoo Hyun-jae (coréen : 유현재) se lient d'amitié en 1987 alors qu'ils sont au collège Seo-un (coréen : 서운중학교), et participent ensemble à des groupes scolaires. Après le retrait du chanteur principal du groupe de rock auquel ils appartenaient, Kim Ji-hoon (coréen : 김지훈) est recruté en 1991 à l'aide d'une connaissance proche de Yoo Hyun-jae, et Kim Ji-hoon est recruté comme chanteur. Les trois entrent au collège Myongji (coréen : 명지전문대학) en 1992 et poursuivent leurs échanges tout en travaillant dans un groupe de rock underground. À l'été 1993, Oh Ji-hoon et Yoo Hyun-jae forment un groupe sur l'île de Jeju, et en 1994 forment un groupe avec Kim Ji-hoon.
Two Two devait à l'origine faire ses débuts en tant que boys band de trois membres appelé Traffic Light. Le nom du groupe est changé en « Two Two » car composé de trois hommes de 22 ans en âge coréen. Lee Yoon-jung (coréen : 이윤정), qui a le même âge qu'eux, participera au chant à leur premier album. Sur celui-ci, Oh Ji Hoon est responsable de toutes les chansons. Ils se préparaient initialement pour faire leurs débuts avec une chanson solo d'un chanteur masculin. Une fois l'album terminé, à la suggestion du président de leur label, la première chanson est remplacée par une chanson mettant en vedette la chanteuse. Cependant, Lee Yoon-jung n'a pas pu se produire à la télévision, son père y étant opposé. Pour cette raison, la membre féminine Hwang Hye-Young (coréen : 황혜영) s'est jointe en tant que membre invitée. Elle avait également 22 ans, le même âge que les membres masculins.
L'album Two-Two présente la capacité vocale puissante de Kim Ji-hoon, et celle d'Oh Ji-hoon qui s'est également démarquée dans toutes les chansons. Pendant 1994, les accessoires de Hwang Hye-young (perruque bouclée, costume de scène brillant et sac à dos) se popularisent auprès des filles sud-coréennes. La chanson Two-Two remporte la première place dans un programme de musique coréenne. Également, le premier album atteint le sommet des ventes d'albums en août 1994,. Two Two remporte le prix du nouveau groupe de l'année en 1994. En fait, Hwang Hye-young fait du playback pendant la partie vocale féminine de la chanson chantée par Lee Yoon-jung et travaille sur une version remix enregistrée avec la voix de Hwang Hye-young de juillet à décembre 1994. En raison des ventes explosives de l'album, une nouvelle version de l'album est sortie à l'été 1994, le remplaçant par des photos prises par quatre personnes dont Hwang Hye-young. Cependant, la nouvelle édition de l'album est la même que la première version, à l'exception de la photo de la pochette. De plus, lors des promotions de la chanson, Hwang Hye-young a fait du playback avec la voix de Lee Yoon-jung dans la plupart des activités, elle a donc été critiquée pour « une chanteuse sur scène fait du playback pendant la chanson qui a été chantée par une autre personne[réf. nécessaire]. »
Two Two se sépare alors que le leader Oh Ji-hoon sert le personnel de la fonction publique (coréen : 공익근무요원, 公益勤務要員) en 1995, et que Yoo Hyun-jae a rejoint le centre de formation des recrues de l'armée le 26 décembre 1994. De plus, le contrat de la chanteuse invitée Hwang Hye-young a expiré le 31 décembre 1994, et elle a donc été transférée dans une autre agence en janvier 1995. En 1995, Yoo Hyun-jae a servi le 방위병 (防衛兵) et Oh Ji-hoon a commencé à faire son service se nommant en tant que personnel de la fonction publique (coréen : 공익근무요원, 公益勤務要員) à partir de mai 1995, Kim Ji-hoon est donc resté seul dans le groupe. L'agence de Two Two, Fitness (coréen : 휘트니스), a fini par renouvelé son contrat avec Hwang Hye-young, qui a par la suite commencé ses activités en tant qu'actrice en 1995. Two Two a placé Kim Ji-hoon en tant que leader et chanteur principal. De plus, Hwang Hye-young, Lim Sung-eun (coréen : 임성은) et Kim Jun (coréen : 김준) ont été mis en tant que chanteurs invités. 
Two Two reprend ses activités radio en juillet 1995. La chanson-titre du deuxième album, Two Two 2, des parties de la chanteuse des chansons Unfaithful Woman (coréen : 바람난 여자) et One and a Half (version en anglais) sont enregistrées avec la voix de Lee Yoon-jung. Il y a même une version remixée de Unfaithful Woman qui n'était pas incluse dans l'album et qui a été enregistrée avec la voix de Lee Yoon-jung. Lee Yoon-jung a participé en 1999 en tant que chanteuse au premier album de Duke. Kim Ji-hoon reprend ses fonctions de personnel de la fonction publique à partir de janvier 1996, causant une nouvelle fois la séparation de Two Two. En 1996, New Two Two se forme avec Hwang Hye-young, Kim Suk-min, Kim Jin et Kim Jae-woo comme membres
Le chanteur principal de Two Two, Kim Ji-hoon, et le rappeur de New Two Two, Kim Seok-min, ont formé le duo masculin Duke en 1999 et ils ont continué à travailler dans le groupe Duke jusqu'au 1er juin 2007.

## Membres
- Kim Ji-Hoon (coréen : 김지훈) — chant (décédé en 2013)[8]
- Hwang Hye-young (coréen : 황혜영)— chant
- Oh Ji-hoon (coréen : 오지훈) — leader, chant, guitare, clavier, production, compositeur, parolier
- Yoo Hyun-jae (coréen : 유현재) — basse

## Discographie

### Albums studio
| Titre       | Détails                                                                         |
| ----------- | ------------------------------------------------------------------------------- |
| Two Two     | - Sortie : 1er mai 1994 - Label : Oasis Records - Format : LP, CD, cassette     |
| Two Two 2   | - Sortie : 30 juin 1995 - Label : BMG Corée - Format : LP, CD, cassette         |
| New Two Two | - Sortie : 1er mai 1996 - Label : Samsung Entertainment - Format : CD, cassette |